# Eleleth
Eleleth é um anjo em cosmologia gnóstica e um dos quatro luminares setianos. Eleleth aparece em Hypostasis of the Archons e As Três Formas do Primeiro Pensamento, encontrado na biblioteca de Nag Hammadi em 1945 e é provavelmente mencionado no Evangelho de Judas como EI.